# Onosma graniticolum
Onosma graniticolum är en strävbladig växtart som beskrevs av Michail Klokov. Onosma graniticolum ingår i släktet Onosma och familjen strävbladiga växter. Inga underarter finns listade i Catalogue of Life.